# Halász Mihály (karmester)
Halász Mihály (Kolozsvár, 1931. május 21. –) magyar származású német karmester.

## Karrier
A budapesti Zeneakadémián tanult egészen 1956-ig, amikor elhagyta Magyarországot. A Badeni Magyar Filharmonikusok fagottosa volt. 1968-ban karmesteri diplomát szerzett Essenben. 1972-től három évig a müncheni Statstheater am Gartnerplatz, majd a frankfurti opera, 1977-től pedig a hamburgi Stastoper karmestere volt. 1978-tól a hageni opera főzeneigazgatója, 1991-től a bécsi Statsoper karmestere.

## Fordítás
Ez a szócikk részben vagy egészben  a   Mihály Halász című spanyol Wikipédia-szócikk ezen változatának fordításán alapul.  Az eredeti cikk szerkesztőit annak laptörténete sorolja fel. Ez a jelzés csupán a megfogalmazás eredetét és a szerzői jogokat jelzi, nem szolgál a cikkben szereplő információk forrásmegjelöléseként.

## Forrás
- Enyedi Sándor: Színészek, színházak, városok, Budapest, 2005.